# Longfield
Longfield est un village britannique, qui se trouve en Angleterre au sud de Dartford et près de Gravesend. Il possède une église du XIVe siècle.

## Histoire
Dans les années 964-995, Longfield est d’abord appelé « Langanfelda ». On trouve ensuite l’écriture « Langafel » dans le Domesday Book, en 1086.
Dans la première moitié du XXe siècle, Patrick Abercrombie a proposé de construire une ville nouvelle dans la zone de Longfield, mais cela a été rejeté.

## Géographie
Longfield se trouve à 6,5 kilomètres au sud-est de Dartford, à proximité de Gravesend. Il est contigu avec le village Hartley.

## Culture
L’église est dédiée à sainte Marie-Madeleine, et a été construite en 1343.

## Économie
Le village dispose d'un centre commercial composé de boulangeries, de boucheries, deux supermarchés locaux, un bureau de poste, pharmacies, agents immobiliers, coiffeurs, une boutique d'antiquité, restaurants et prêt à porter, et un marché le vendredi.

## Transports

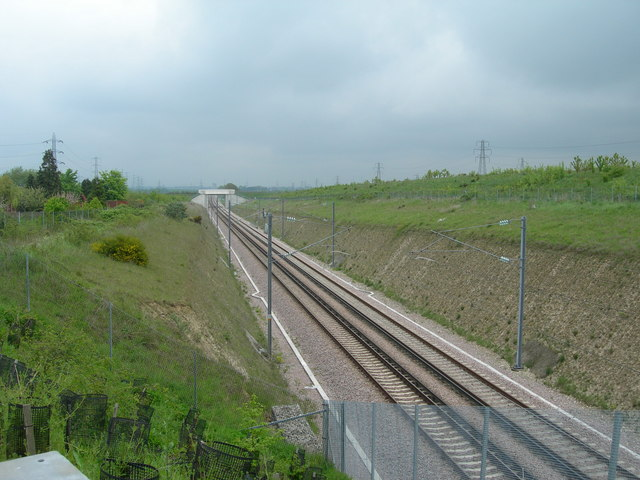
Chemin de fer à Longfield

La ville est desservie par la gare de chemin de fer. Le chemin de fer a été construit en 1861, mais le train ne pouvait accéder à Longfield jusqu'en 1872. La ligne a été électrifiée juste avant la Seconde Guerre mondiale, mais pendant de nombreuses années les clôtures de sécurité n'étaient pas présentes. La gare a été détruite en 1902 par un incendie, et a été reconstruite en 1971.

## Politique
Dr Howard Stoate a été député de 1997 à 2010, démissionnant pour raison personnelle.